# Роберто Акуня
Роберто Мигел Акуня Кабельо (на испански: Roberto Miguel Acuña Cabello; р. 1972 г.) е парагвайски футболист-национал, халф. Наричат го Торо („бик“). Висок е 1,75 м.

## Биография
Роден е в гр. Авелянеда, Аржентина на 25 март 1972 г. На 17 години емигрира в Парагвай, където играе за Насионал. Получава парагвайско гражданство, за да може да играе за националния отбор на тази страна. Преминава последователно през аржентинските клубове Архентинос Хуниорс, Бока Хуниорс и Индепендиенте преди да замине за Испания, където облича екипа на Реал Сарагоса. През 2002 г. е продаден на Депортиво Ла Коруня за 11 милиона евро и подписва 5-годишен договор с клуба. Не успява да влезе в основната схема на старши треньора Хавиер Ирурета и е даден под наем на втородивизионния Елче за един сезон. Връща се в отбора и по-късно играе известно време за Ал Аин от ОАЕ.
През 2001 г. е определен за парагвайски футболист на годината. През 1995 г. става носител на Суперкопа Судамерикана с Индепендиенте, а през 2001 г. печели Купата на краля с отбора на Реал Сарагоса.
Дебютира за Парагвай на 3 март 1993 г. при победата с 1 – 0 срещу Боливия. Към 15 юни 2006 г. има 95 мача и 5 гола за националния отбор на Парагвай. Участва на СП '98, '02 и '06.
- 1991 – 1993: Насионал (Парагвай)
- 1993 – 1994: Архентинос Хуниорс (Аржентина)
- 1994 – 1995: Бока Хуниорс (Аржентина)
- 1995 – 1997: Индепендиенте (Аржентина)
- 1997 – 2002: Реал Сарагоса (Испания)
- 2002 – 2003: Депортиво Ла Коруня (Испания)
- 2003 – 2004: Елче (Испания), под наем
- 2004 – Депортиво Ла Коруня (Испания)
- 2007 – Росарио Сентрал (Aржентина)
- 2007 – 2009 Олимпия (Асунсион) (Парагвай)